# 赤坂本町站
赤坂本町站（日语：／ Akasaka-honmachi eki */?）是位於岐阜縣大垣市赤坂町，西濃鐵道市橋線的車站。現已廢除。
西濃鐵道現時只有貨運業務，在戰前至戰爭期間的1930年（昭和5年）至1945年（昭和20年）之間，曾經設有客運業務，當時鐵道省首次使用汽油客運列車，從鐵道省東海道本線支線（大垣站至美濃赤坂站之間）駛入至此站。隨著線上開展客運業務而開設此站，當時為一座客運車站。
客運列車當初行走至市橋站，後來由於較少使用人次，在1935年（昭和10年）改於此站折返。在戰爭時期，由於燃油管制，使線上無法使用汽油列車行走，最後線上結束了客運業務，而此站也同時廢除。

## 歷史
- 1930年（昭和5年）2月1日 啟用[2]。
- 1935年（昭和10年）6月16日 此站至市橋之間的客運業務終止[3]。
- 1945年（昭和20年）4月1日 由於結束客運業務，此站也成為廢站[4]。

## 車站構造
車站位於舊中山道和市橋線的交界處。當時據話只有1面1線的單式月台。
| ← 大垣方向      | 赤坂本町站 站內配線略圖 | → 市橋方向 |
| 图例 参考文献： |                         |            |

## 到發列車
1930年（昭和5年）10月1日修正時
- 大垣 - 市橋之間 7往返班次

1934年（昭和9年）11月1日修訂時
- 大垣 - 此站之間 3往返班次，大垣 - 市橋之間 4往返班次（共7往返班次）

1944年（昭和19年）10月11日改正時
- 大垣 - 当駅間 3往返班次

## 現況

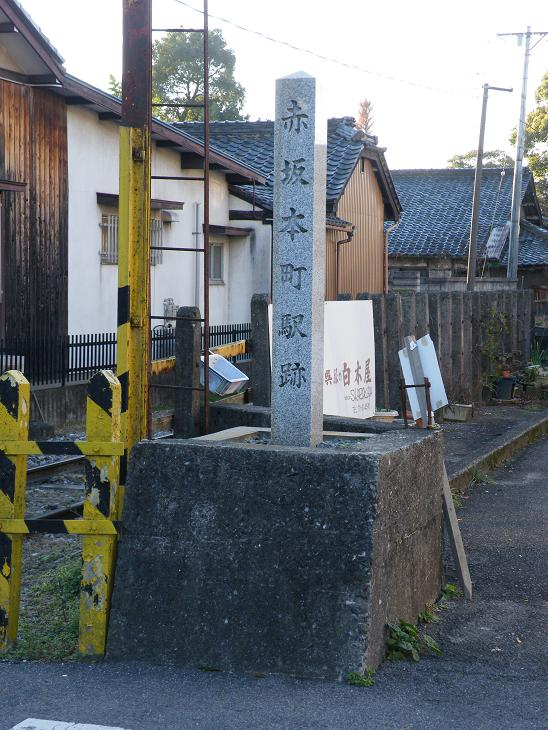
在廢除後建立的石碑（2008年）

在車站廢除後，現時月台遺址建立了石碑。

## 車站周邊
- 岐阜縣道216號赤坂垂井線（日语：岐阜県道216号赤坂垂井線）（舊中山道）
- 大垣共立銀行（日语：大垣共立銀行）赤坂分店
- 十六銀行（日语：十六銀行）赤坂分店
- 赤坂港蹟

## 相鄰車站
車站資料截至1934年（昭和9年）
西濃鐵道
市橋線
旅客列車
（荒尾）－赤坂本町－市橋
貨物列車
美濃赤坂－（赤坂本町）－（貨）乙女坂
※由於站內配線的關係，駛入市橋線的客運列車不會停靠美濃赤坂站月台，因此客運列車會通過該站。另外，由於乙女坂站和猿岩站是貨運車站，因此客運列車不會停靠上述兩站。

## 注腳
1. ↑  昭和9年12月15日現在鉄道停車場一覧 - 國立國會圖書館近代數碼圖書館
2. ↑  今尾惠介（監修）.  7 東海. 新潮社. 2008: 40. ISBN 978-4-10-790025-8 （日语）.
3. ↑  「鉄道旅客運輸廃止実施」《官報》1935年6月29日 - 國立國會圖書館數碼化收藏
4. ↑  《日本鐵道旅行地圖帳》當中提及此站只是暫停使用，在1965年（昭和40年）以後才正式廢除。
5. ↑  川島令三，《東海道ライン 全線・全駅・全配線 第5巻 名古屋駅 - 米原エリア》，p21, 講談社，2009年7月、ISBN 978-4062700153）
6. ↑  《鉄道停車場一覧》 昭和9年12月15日現在 - 國立國會圖書館數碼化收藏